# Szpilowłoska powolna
Szpilowłoska powolna (Acanthoscurria tarda) – gatunek pająka z rodziny ptasznikowatych.
Gatunek ten został opisany w 1903 roku przez Reginalda Innesa Pococka. Dotychczas znany jest tylko z pojedynczego okazu samicy.
Pająk o ciele długości 62 mm, ubarwiony ciemnobrązowo. Nadustek jest wąski. Karapaks ma 26 mm długości i 23 mm szerokości. Aparat strydulacyjny zbudowany jest z 15 szczecinek. Spermateka ma trapezowatą, zwężoną nasadę z płytką bruzdą w jej środkowo-wierzchołkowej części i dwa wystające płaty.
Ptasznik neotropikalny, znany tylko z brazylijskiego stanu Amazonas.